# 名古屋市立桃山小学校
名古屋市立桃山小学校（なごやしりつ ももやましょうがっこう）は、愛知県名古屋市緑区桃山四丁目にある公立小学校。

## 概要
- 梅里一丁目、梅里二丁目、神沢一丁目、神沢二丁目の一部、久方二丁目、桃山一丁目、桃山二丁目、桃山三丁目、桃山四丁目などが通学区域であり、公立中学校の進学先は名古屋市立神沢中学校である[1]。

## 沿革
- 1979年（昭和54年）4月 - 名古屋市立黒石小学校、名古屋市立戸笠小学校から分離し、開校する。

## 交通アクセス
- 名古屋市営地下鉄桜通線神沢駅下車、徒歩約10分。
- 名古屋市営バス徳重巡回系統「桃山小学校」バス停より徒歩約3分。

## 周辺施設
- 豊田工業大学
- 名古屋市立神沢中学校
- 名古屋市立久方中学校
- 名古屋市立戸笠小学校
- 名古屋市立高坂小学校
- 名古屋市上下水道局鳴海配水場
- 戸笠公園
- 桃山自然の森（桃山市民緑地）　※桃山小学校の西に隣接
- EQVo!もも山店